# Black Mesa (videogioco)
Black Mesa (precedentemente conosciuto come Black Mesa: Source) è un videogioco di genere sparatutto in prima persona, remake di Half-Life di Valve Corporation, sviluppato e pubblicato da Crowbar Collective il 6 marzo 2020 per sistemi operativi Microsoft Windows e Linux.
L'obiettivo del progetto è quello di ricreare l'originale Half-Life utilizzando le capacità tecniche del motore di gioco Source per creare un mondo di gioco più avvincente e un gameplay con un più alto tasso di sfida, introducendo più complessità e varietà agli ambienti proposti nel titolo originale. Black Mesa non richiede una copia di Half-Life 2 per poter essere giocato. Viene pubblicata una prima versione in Accesso Anticipato su Steam nel maggio 2015, e il prodotto finale il 6 marzo 2020.

## Trama
La trama essenziale di Half-Life non ha subito cambiamenti drastici in Black Mesa, ma sono state apportate modifiche e aggiunte secondarie basate sugli eventi di Half-Life 2 e degli episodi seguenti, oltre che un ampliamento del livello Xen.

## Sviluppo
Pochi mesi prima dell'uscita di Half-Life 2, Valve Corporation ha pubblicato Half-Life: Source, una trasposizione del primo titolo della serie sul motore Source Engine. Il prodotto è stato accolto in modo misto da parte di critica e pubblico per via dei cambiamenti ai livelli e ai miglioramenti grafici, giudicati insufficienti. Il progetto di Black Mesa è quindi nato da un team di sviluppo indipendente come risposta al remake di Valve, e lo sviluppo ha ufficialmente preso il via nel gennaio del 2005.
Inizialmente annunciato come Black Mesa: Source, il progetto è stato poi rinominato semplicemente Black Mesa su richiesta di Valve in quanto non ufficialmente legato all'azienda. Dopo una data di uscita iniziale del 2009 e diverse posticipazioni, Black Mesa è diventato un esempio prominente di vaporware fino alla distribuzione della prima versione stand-alone nel 2012.
L'azienda Crowbar Collective ha sviluppato il videogioco tramite telelavoro.
A inizio di febbraio 2020 il gioco è stato annunciato come vicino all'uscita dall'accesso anticipato, per poi essere pubblicato ufficialmente come versione 1.0 a marzo dello stesso anno.

### Caratteristiche
Alcuni dei cambiamenti apportati:
- Rifacimento totale di tutti i 18 capitoli di gioco.
- Rifacimento di tutti i modelli presenti nel gioco con normal mapping e maggiore numero di poligoni.
- Una nuova colonna sonora e la ricreazione dei suoni originali in qualità audio migliorata.
- Intelligenza artificiale basata su quella di Half-Life 2 e adattata al nuovo contesto.
- Texture dotate di normal, bump e specular maps per donare alle superfici piatte un aspetto più dinamico.
- Una modalità multigiocatore dotata di deathmatch e team deathmatch.

## Accoglienza

### Annuncio
L'annuncio della mod è stato accolto con favore ed è stato oggetto di attenzione da diverse pubblicazioni specializzate e da Valve Corporation, che ha sviluppato il gioco originale. Black Mesa ha vinto il Mod DB Top Unreleased Mod per il mod non ancora pubblicato di Half-Life 2 più atteso del 2005 e il 25 gennaio 2007 ha bissato il successo ricevendo per il secondo anno consecutivo la palma d'oro per il mod più atteso dell'anno 2006.
È inoltre stato dato ampio spazio al progetto su diversi portali d'informazione videoludica nonché su famose riviste del settore quali ad esempio PC Gamer ed il 26 gennaio 2007 è stato menzionato in un pannello news di Steam, la piattaforma di digital delivering di Valve.

### Pubblicazione finale
Il videogioco è stato accolto con favore dalla critica specializzata, ottenendo un punteggio aggregato di 84/100 su Metacritic. Black Mesa è stato indicato come la migliore versione della storia di Half-Life da molti critici, che hanno giudicato positivamente aspetti come il mantenimento della storia originale e la totale revisione di grafica e gameplay. La rivisitazione completa del pianeta Xen, ritenuto il livello più debole di Half-Life, ha ricevuto pareri favorevoli. The Games Machine ha definito il titolo "un lavoro che trasuda puro amore per la magnum opus Valve". Sono stati espressi commenti negativi minori riguardanti imprecisioni tecniche e parti del gioco ritenute non del tutto modernizzate.
Inoltre, la colonna sonora prodotta per Black Mesa da Joel Nielsen è stata accolta in maniera molto positiva, giudicata particolarmente emozionante, e calzante alla perfezione in ogni fase di gioco.